# Laid Back
A Laid Back (vagy néhol Laidback) egy dán elektronikus zenei duó, amely 1979-ben alakult Koppenhágában. A duó tagjai John Guldberg (ének, gitár, basszusgitár) és Tim Stahl (ének, billentyűs hangszerek, dobok, basszusgitár). Az együttes legismertebb dalai a "Sunshine Reggae" és a "White Horse" 1983-ból, valamint a "Bakerman" 1989-ből.

## Diszkográfia

### Stúdióalbumok
- Laid Back (1981)
- Keep Smiling (1983)
- Play It Straight (1985)
- See You in the Lobby (1987)
- Hole in the Sky (1990)
- Why Is Everybody in Such a Hurry (1993)
- Laidest Greatest (1995)
- Unfinished Symphonies (1999)
- Happy Dreamer (1999)
- Good Vibes – The Very Best of Laid Back (2008)
- Cosmic Vibes (2011)
- Cosyland (2012)
- Uptimistic Music (2013)
- Healing Feeling (2019)